# Bindungslänge
Die Bindungslänge ist laut IUPAC-Definition der Abstand zwischen zwei Atomzentren innerhalb einer chemischen Bindung. Der Begriff der Bindungslänge wird im Rahmen verschiedener experimenteller Methoden unterschiedlich definiert, wodurch sich Abweichungen ergeben, die im Allgemeinen aber gering sind.

## Chemie
Bei kristallinen Festkörpern mit Ionen- oder Metallgitter lassen sich die Abstände der Gitterbausteine durch Röntgen- oder Elektronenbeugung ermitteln. Da in Kristallgittern unterschiedliche Abstände der Netzebenen gemessen werden können, wird in Tabellen in der Regel der kleinste Abstand als Bindungslänge angegeben.
Im Calciumfluorid beträgt der Abstand zwischen den Calciumkationen Ca2+ und den Fluorid-Anionen F− 235 pm (1 pm = 10−12 m). In Metallgittern beträgt der Abstand je nach Atomgröße zwischen 200 pm und 500 pm.
Für eine Kohlenstoff-Kohlenstoff-Bindung (einfach) beträgt dieser Abstand ca. 154 pm. Für Bindungslängen von kovalenten Bindungen siehe hier. Wasserstoffbrückenbindungen weisen je nach Polarisierungsgrad Abstände zwischen 120 pm und 300 pm auf.
| C–H   | Länge in pm |  | C–C     | Länge in pm |  | Mehrfachbindungen | Länge in pm |
| ----- | ----------- |  | ------- | ----------- |  | ----------------- | ----------- |
| sp3–H | 110         |  | sp3–sp3 | 154         |  | Benzol            | 140         |
| sp2–H | 109         |  | sp3–sp2 | 150         |  | Alken (C=C)       | 134         |
| sp–H  | 108         |  | sp2–sp2 | 147         |  | Alkin (C≡C)       | 120         |
|       |             |  | sp3–sp  | 146         |  |                   |             |
|       |             |  | sp2–sp  | 143         |  |                   |             |
|       |             |  | sp–sp   | 137         |  |                   |             |

### Weitere Bindungslängen kovalenter Bindungen
| Bindung  | Bindungslänge in pm |
| -------- | ------------------- |
| H-H      | 74                  |
| F-F      | 142                 |
| Cl-Cl    | 199                 |
| Br-Br    | 228                 |
| I-I      | 267                 |
| O=O      | 121                 |
| N≡N      | 110                 |
| N-H      | 101                 |
| O-H      | 96                  |
| F-H      | 92                  |
| Cl-H     | 127                 |
| Br-H     | 141                 |
| I-H      | 161                 |
| C-O      | 143                 |
| C=O      | 120                 |
| C-N      | 147                 |
| C(sp)-Li | 188 - 193[6]        |
| C(sp)-Na | 222[6]              |
| C(sp)-K  | 254[6]              |